# Джеймі Коуп
Дже́ймі Ко́уп (англ. Jamie Cope; нар.12 вересня 1985, Сток-он-Трент) — англійський професіональний гравець в снукер.

## Кар'єра
Розпочав професійну кар'єру у 2001 році. Перші два роки він втримався у мейн-турі, але потім втратив своє місце і опустився до челендж-тур. Там він зіграв відмінно і закінчив сезон під першим номером. Це дозволило йому знову потрапити до снукерної еліти. Джеймі переконливо провів третій рік в мейн-турі і кваліфікувався на більшість турнірів. Після цього сезону він став 48-м. Талант Коупа почав повністю розкриватися у 2006 році, коли він сенсаційно став фіналістом Гран-прі. На цьому турнірі він зробив свою вищу серію у 147 очок. Джеймі на цьому не зупинився і незабаром знову з'явився у фіналі крупного рейтингового турніру — China Open. Суперником англійця був тоді ще чинний чемпіон світу Грем Дотт. Початок у Коупа видався невдалим, і він швидко опинився на межі провалу, програючи шотландцеві з рахунком 2:8. Але він зібрався й зумів виграти три партії поспіль, відвівши від себе загрозу великої поразки. Програш 5:9 був не таким вже й поганим результатом для молодого Джеймі Коупа. Тим більше, що у світовому рейтингу він піднявся до двадцять другого місця.
Від Коупа чекали перемог у сезоні 2007/08, але він не зміг показати добрих результатів, крім чвертьфіналу на чемпіонаті Великої Британії. А на світовій першості він оступився вже на стадії 1/16-й, у вирішальному фреймі поступившись Пітеру Ебдон. За результатами двох років він став дев'ятнадцятим.
У 2008 році, на турнірі Шанхай Мастерс, Джеймі Коуп вдруге за професійну кар'єру зробив максимальний брейк, і, таким чином, став восьмим гравцем за всю історію снукеру, якому вдавалося зробити максимум більше одного разу.
- Максимальна серія Коупа на Шанхай Мастерс відео [Архівовано 9 грудня 2011 у Wayback Machine.]

У сезоні 2010/11 Коуп показав стабільно хороші результати на рейтингових турнірах, і вперше в кар'єрі пробився в Топ-16 офіційного рейтингу. Крім того, він став півфіналістом найпрестижнішого, але нерейтингового турніру Мастерс і фіналістом турніру за запрошенням Hainan Classic. У цьому ж сезоні він зробив свій сотий сенчурі-брейк і знову дійшов до 1/8 фіналу чемпіонату світу (у перший раз він вийшов в 1/8 ЧС у 2009).
Джеймі Коуп — найуспішніший гравець на юніорській та аматорської аренах. Свого часу він виграв 50 різних турнірів і чемпіонатів. Йому ж належить один з найвідоміших рекордів у світі снукеру: він перший за всю історію зробив брейк у 155 очок. Відбулася ця подія у 2005 році в показовому матчі, тому вважається неофіційним рекордом.

## Досягнення в кар'єрі
- Гран-прі фіналіст — 2006
- China Open фіналіст — 2007
- Чемпіонат Великої Британії чвертьфінал — 2007
- Мастерс півфінал — 2011
- Hainan Classic фіналіст — 2011

## Місця в світовій табелі про ранги
| Сезон                       | Місце |
| --------------------------- | ----- |
| 2001/02                     | Дебют |
| 2002/03                     | 97    |
| 2003/04                     | 89    |
| 2004/05                     | -     |
| 2005/06                     | 85    |
| 2006/07                     | 48    |
| 2007/08                     | 22    |
| 2008/09                     | 19    |
| 2009/10                     | 18    |
| 2010/11                     | 17    |
| 2010/11. 1-й перерахунок    | 14    |
| 2010/11. 2-й перерахунок    | 13    |
| 2010/11. Третій перерахунок | 14    |
| 2011/12                     | 15    |
| 2011/12. 1-й перерахунок    | 18    |
| 2011/12. 2-й перерахунок    | 21    |
| 2011/12. Третій перерахунок | 23    |